# Symbiotischer Stern

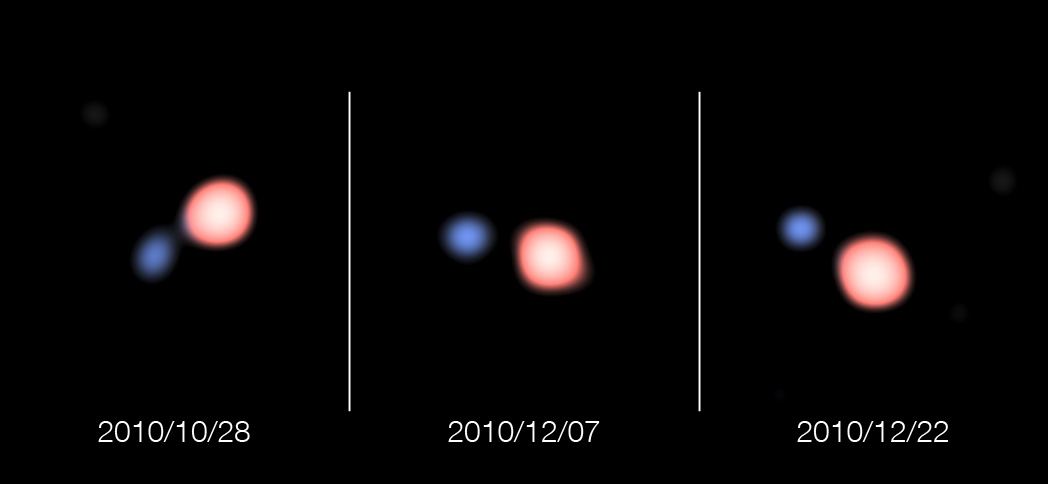
Der symbiotische Stern SS Leporis (17 Lep), aufgenommen vom VLT Interferometer unter Verwendung von PIONIER. Die Aufnahmen wurden nachträglich entsprechend den bekannten Sterntemperaturen eingefärbt.

Ein symbiotischer Stern ist ein wechselwirkendes Doppelsternsystem bestehend aus einem Roten Riesen und einem heißen blauen Begleiter, häufig ein Weißer Zwerg, eingebettet in einem ionisierten Nebel.
Charakteristisch für symbiotische Sterne ist, dass sich das Spektrum aus einem Emissions- und einem Absorptionsspektrum zusammensetzt. Wie bei den kataklysmisch Veränderlichen kommt es zum Materieübertritt zum heißen Begleiter, im Gegensatz zu diesen sind die beiden Sterne aber weiter voneinander entfernt, so dass es meist nicht zu einem Materietransfer über die Roche-Grenze kommt, sondern nur zu Windakkretion.
Die Bezeichnung „symbiotischer Stern“ geht auf Paul W. Merrill zurück.
Symbiotische Sterne, die nicht die notwendigen Gegebenheiten für eine permanente thermonukleare Reaktion erreichen und bei denen es in unregelmäßigen Abständen zur explosiven Verbrennung der akkretierten Materie kommt, werden als symbiotische Novae bezeichnet.

## Definition
Es gibt zahlreiche Definitionen für die Klasse der symbiotischen Sterne. Die älteste und immer noch gebräuchliche beruht auf den Eigenschaften des zusammengesetzten optischen Spektrums:
- Das Spektrum zeigt die Eigenschaften eines späten Riesen mit den Spektralklassen G, K oder M, die weder zu einem Hauptreihenstern noch zu einem Überriesen gehören. Zu diesen Eigenschaften gehören die Absorptionslinien des Ca I, Ca II, Na I, Fe I, H2O, CN, CO, TiO, VO und weitere.
- Daneben zeigt das Sternspektrum Emissionslinien des Wasserstoffs oder Heliums sowie entweder weitere Emissionslinien mit einer Ionisierungsenergie von mehr als 20 eV (z. B. O III) oder ein A-F-Kontinuum mit Absorptionslinien einfach ionisierter Metalle.

Der General Catalogue of Variable Stars definiert symbiotische Sterne als Z-And-Sterne. Dabei handelt es sich um enge Doppelsterne bestehend aus einem heißen Stern, einem Stern mit einem späten Spektrum und einer von dem heißen Stern angeregten ausgedehnten Hülle. Die Helligkeitsänderungen erreichen bis zu 4 mag. Die Klasse der symbiotischen Sterne wird sehr heterogen beschrieben. Dort werden etwa 50 Sterne in die Klasse ZAND eingeteilt was in etwa 0,1 % aller Sterne in diesem Katalog entspricht.
Abweichend beschreibt Joanna Mikolajewska symbiotische Sterne als wechselwirkende Doppelsterne bestehend aus einem entwickelten Riesen (einem Roten Riesen oder einem Mirastern), welcher Masse zu einem heißen und leuchtkräftigen Weißen Zwerg transferiert.

## Unterteilungen
Die heterogene Gruppe der symbiotischen Sterne wird nach diversen Kriterien unterteilt.

### Infrarotspektrum
Im Infraroten werden unterschieden:
- S-Systeme, die etwa 80 % der symbiotischen Sterne ausmachen und im infraroten Spektrum nur eine stellare Photosphäre mit einer effektiven Temperatur von 3000 bis 4000 K zeigen
- D-Systeme, die neben dem stark geröteten Spektrum eines Mirasterns Anzeichen für eine circa 1000 K warme Staubhülle zeigen
- D'-Systeme, die im Unterschied zu D-Systemen keinen Mirastern, sondern einen F- bis K-Riesen beherbergen

### Nach dem heißen blauen Begleiter
Der heiße blaue Begleiter des Roten Riesen, der die ionisierende Strahlung freisetzt, kann dabei folgender Art sein:
- Hauptreihenstern, wie im Fall von SS Lep[6]
- ein Weißer Zwerg, wie bei der Mehrzahl der symbiotischen Sterne der Fall
- ein Neutronenstern, wie bei GX1+4=V2116 Oph.[7] Die ionisierende Strahlung und die Emissionslinien werden durch eine Akkretionsscheibe um den Neutronenstern verursacht. Der verwandte Begriff Symbiotischer Röntgendoppelstern beschreibt dagegen einen Röntgendoppelstern geringer Masse, dessen Begleiter ein Roter oder Gelber Riese ist, unabhängig von der Anwesenheit von Emissionslinien im optischen Spektrum.[8]

### Nach Art der Akkretion
Bei dieser Klassifizierung wird unterschieden, auf welche Weise dem blauen Begleiter vom Roten Riesen Materie zugeführt wird.
- Windakkretion. Bei der auch als Bondi-Hoyle-Akkretion bezeichneten Akkretion sammelt der blaue Begleiter Materie mit Hilfe seiner Gravitation aus dem ungerichtet vom Roten Riesen abgegebenen Sternwind. Dies ist bei den meisten symbiotischen Sternen der Fall.
- Fluss über die Roche-Grenze. In einem Doppelsternsystem gibt es einen maximalen Radius, den der Rote Riese einnehmen kann. Expandiert der Stern über diese Grenze hinaus, so fließt Materie über den inneren Lagrange-Punkt zu dem Begleiter. Der dabei mögliche Massenfluss ist erheblich größer als bei Windakkretion.

### Nach Art des Wasserstoffbrennens
Der akkretierte Wasserstoff und möglicherweise auch das Helium kann auf der Oberfläche des Weißen Zwerges oder in dem Hauptreihenstern annähernd permanent verbrennen. Wird dabei nicht die notwendige Temperatur, Druck und Materiefluss für eine permanente Verbrennung erreicht, so kommt es zu einer explosiven Verbrennung, einem thermonuklearen Runaway. Solche Doppelsterne werden auch als symbiotische Novae bezeichnet.

## Eigenschaften

### Veränderlichkeit
Alle symbiotische Sterne gehören zu den veränderlichen Sternen. Die Helligkeitsänderungen können dabei verschiedenen Ursachen zugeordnet werden:
- Bedeckungsveränderlichkeit, wenn die helle blaue Komponente von der Erde aus sich hinter dem Roten Riesen befindet. Diese Form der Veränderlichkeit eignet sich zur Analyse der geometrischen Abmessungen des Doppelsternsystems.
- Reflexionseffekt. Die Strahlung des hellen blauen Begleiters heizt die ihm zugewandte Seite des Roten Riesen auf und führt zu einer Farb- und Helligkeitsänderung mit der Periode der Umlaufdauer.
- Veränderlichkeit durch die ellipsoide Form des Roten Riesen, die sich aufgrund der Nähe zum blauen Begleiter einstellt. Auch diese Veränderlichkeit ändert sich periodisch mit der Umlaufdauer des Doppelsternsystems und kann nur im Infraroten von den anderen Formen der Veränderlichkeit getrennt werden.
- Pulsationen des Roten Riesen, die entweder halbregelmäßig oder annähernd regelmäßig im Falle der Mirasterne erfolgen. Die Helligkeitsänderungen erfolgen in Zeiträumen von Monaten bis Jahren
- Die Rotationsperiode des Roten Riesen kann die Lichtkurve über Sternflecken bzw. die veränderliche Intensität des Ausströmens von Materie entlang von Störungen des Magnetfeldes modulieren[11]
- Minima durch die Absorption von Licht nach der Entstehung von Staub aus ausgestossener Materie wie bei R-Coronae-Borealis-Sternen[12]
- Flickering mit Amplituden von bis zu 0,5 mag innerhalb von Minuten. Das Flickering scheint nur bei symbiotischen Sternen mit Fluss über die Roche-Grenze aufzutreten[13]
- Quasiperiodische Oszillationen, die wahrscheinlich den Zwergnovaoszillationen ähnlich sind
- ein periodisches Signal aufgrund der Rotation des Weißen Zwerges und des Einfalls von Materie entlang den magnetischen Feldlinien des Weißen Zwerges. Die Periode liegt in der Größenordnung von 10 Minuten
- Normale Ausbrüche vom Typ Z And. Diese Ausbrüche dauern Monate bis Jahre und zeigen einen Anstieg der Helligkeit bis zu 4 mag im Ultravioletten. Dabei bleibt die bolometrische Helligkeit beinahe konstant, wobei es aber zu einem Abfall der effektiven Temperatur des blauen Begleiters von 100.000 auf 10.000 K kommt.
- Symbiotische Novaausbrüche mit Helligkeitsänderungen von bis zu 10 mag innerhalb von Tagen bis Jahrzehnten

### Komponente Roter Riese
Der Spektraltyp der Roten Riesen in symbiotischen Doppelsternsystemen liegt meist zwischen M3 und M7. Dies ist ein sehr später Spektraltyp im Vergleich zum allgemeinen galaktischen Feld für Rote Riesen. Weiterhin zeigen die Roten Riesen im Mittel einen starken Sternwind. Er wurde durch Radiobeobachtungen auf mehr als 10−7 Sonnenmassen pro Jahr bestimmt. Ein starker Sternwind ist Voraussetzung für eine ausreichende Akkretion auf den blauen Begleiter und deshalb ein Selektionseffekt. Mit dem Sternwind sind rund um symbiotische Sterne auch häufig stellare Maser wie bei den OH/IR-Sternen beobachtet worden. Dabei handelt es sich um Linien des OH, SiO, H2O und CO. Im Fall der symbiotischen Nova V407 Cygni war es möglich, die Entstehung der Maserstrahlung detailliert zu untersuchen, da die kinetische Energie der ausgestoßenen Hülle beim Novaausbruch den Maser, der einen gleichmäßigen Sternwind benötigt, unterbrochen hat. Aber schon drei Monate später war der Sternwind des Mirasterns soweit wiederhergestellt, dass ein stellarer Maser wieder nachgewiesen werden konnte.
Bei der sehr heterogenen Struktur der symbiotischen Sterne ist es nicht überraschend, dass nicht unbedingt ein Roter Riese im Doppelsternsystem vorhanden sein muss. Bei dem masseverlierenden Begleiter kann es sich auch um Gelbe Riesen mit den Spektraltypen G-K oder um Kohlenstoffsterne wie bei IPHAS J205836.43+503307.2 handeln.

### Komponente blauer Begleiter
Der blaue Begleiter in einem symbiotischen Doppelsternsystem zeigt im Ultraviolett häufig eine Temperatur von mehr als 100.000 K bei 100- bis 1000facher Sonnenleuchtkraft. Im Hertzsprung-Russell-Diagramm überlappt sich die Position der Zentralsterne von planetarischen Nebeln mit denen von symbiotischen Sternen. Die hohe Leuchtkraft kann nicht nur eine Folge von Akkretion auf den Weißen Zwerg sein, da dies eine Akkretionsrate von mindestens 10−6 Sonnenmassen pro Jahr erfordern würde. Diese wäre höher als der gesamte ungerichtete Sternwind vom Roten Riesen. Daher ist die hohe Leuchtkraft wahrscheinlich die Folge eines permanenten Wasserstoffbrennens auf der Oberfläche des Weißen Zwergs. Die Leuchtkraft der Akkretionsscheibe dürfte nur eine untergeordnete Rolle spielen, mit Ausnahme von symbiotischen Sternen mit einem Neutronenstern. Eine weitere Ausnahme sind wahrscheinlich symbiotische Sterne mit einem massenreichen Weißen Zwerg als blauem Begleiter. Bei einer Masse nahe der Chandrasekhar-Grenze kann harte Röntgenstrahlung sowie Flickering mit einer großen Amplitude im Ruhelicht nachgewiesen werden. Beide Phänomene werden auf Schwankungen in der Akkretionsrate zurückgeführt und sind direkt eine Folge der bei der Akkretion freiwerdenden potentiellen Energie. Der blaue Begleiter ist auch die Quelle der klassischen Z-And-Ausbrüche und der Novaausbrüche.
Die in einer Akkretionsscheibe gespeicherte Masse dürfte zwischen 10−5 und 10−3 Sonnenmassen betragen. Davon fallen zwischen 50 und 80 % auf den Weißen Zwerg, während der Rest über einen Wind senkrecht von der Akkretionsscheibe abfließt. Insgesamt dürften die Weißen Zwerge in der einige Millionen Jahre andauernden symbiotischen Phase nur 0,1 Sonnenmassen akkretieren, wobei diese Materie zu einem nicht unerheblichen Anteil über Novaausbrüche wieder in den interstellaren Raum ausgestoßen wird.

### Orbitale Parameter
Die Umlaufdauer bei symbiotischen Sternen vom Typ S liegt zwischen 200 und 1000 Tagen und beim Typ D bei bis zu 44 Jahren. Die Bahnen sind im Vergleich zu anderen Doppelsternen nahezu kreisförmig, sie weisen eine geringe Exzentrizität von fast 0 aus. Nur die symbiotischen Sterne, bei deren Begleiter es sich um einen Hauptreihenstern handelt, zeigen im Mittel eine Abweichung von der Kreisform. Die geringe Exzentrizität bei symbiotischen Sternen mit einem Weißen Zwerg ist eine Folge einer vorherigen gemeinsamen Hüllenphase (engl. common envelope). Der Weiße Zwerg ist vorher ein Roter Riese gewesen, der einen Teil seiner Atmosphäre auf den jetzigen Roten Riesen transferiert hat. Dabei hatte sich der damalige Rote Riese soweit ausgedehnt, dass die Umlaufbahn des Begleiters zeitweise innerhalb seiner ausgedehnten Atmosphäre lag. Reibungskräfte haben dann zu einem Verschwinden der Exzentrizität und Schrumpfen der orbitalen Bahn geführt.

#### Massen
Im Allgemeinen liegen die Massen der Roten Riesen zwischen 0,6 und 3,2 Sonnenmassen. Die Massen der blauen Komponente liegen meist zwischen 0,4 und 0,8 Sonnenmassen bei den klassischen symbiotischen Sternen und zwischen 1,1 und 1,3 Sonnenmassen bei den wiederholenden symbiotischen Novae. Die Masse eines blauen Hauptreihensterns in einem symbiotischen Doppelsternsystem kann bis zu 8 Sonnenmassen annehmen.

## Klassische symbiotische Ausbrüche
Die Ausbrüche vom Typ Z And dauern Monate bis Jahre und zeigen einen Anstieg der Helligkeit bis zu 4 mag im Ultravioletten. Dabei bleibt die bolometrische Helligkeit annähernd konstant. Allerdings kommt es zu einem Abfall der effektiven Temperatur des blauen Begleiters von 100.000 auf 10.000 K und damit zu einer Verschiebung der elektromagnetischen Strahlung aus dem fernen Ultraviolett in den optischen Spektralbereich. Weiterhin nimmt die Stärke der hoch angeregten Emissionslinien zu, wahrscheinlich dehnt sich die Akkretionsscheibe aus und es bildet sich ein bipolarer Ausfluss von dem Weißen Zwerg oder der Akkretionsscheibe. Parallel zum Anstieg der optischen Helligkeit nimmt auch die harte Röntgenstrahlung zu, die wahrscheinlich durch Bremsstrahlung entsteht, wenn die Materie aus dem bipolaren Ausfluss mit dem Sternwind des Roten Riesen kollidiert. Die Ionisationszone um den symbiotischen Doppelstern dehnt sich während eines Ausbruchs aus.
Der Ausbruch wird als Folge einer erhöhten Akkretionsrate aufgrund einer thermischen Instabilität der Akkretionsscheibe erklärt, die zu einer Expansion der Zone des Wasserstoffbrennens und damit zu Bildung einer A- bis F-Pseudophotosphäre führt. Das größte Problem für dieses Modell ist der kurze Abstand zwischen den Ausbrüchen, die teilweise nur wenige Jahre beträgt. In diesem Zeitraum kann sich die entleerte Akkretionsscheibe bei Windakkretion nicht wieder gefüllt haben.
Symbiotische Sterne mit einem Neutronenstern zeigen keine Ausbrüche im optischen Spektrum. Ihre Ausbrüche erfolgen fast ausschließlich im Bereich der harten Röntgenstrahlung und sind ebenfalls die Folge einer Instabilität der Akkretionsscheibe, ähnlich dem Ausbruchsmodell von Zwergnovae. Die Röntgenstrahlung entsteht beim Aufprall der akkretierten Materie auf der Kruste des Neutronenstern, und diese Interpretation wird durch eine beschleunigte Rotation des Röntgenpulsars nach dem Ende des Ausbruchs unterstützt. Von symbiotischen Sternen mit einem Hauptreihenstern als blaue Komponente sind keine großen Eruptionen bekannt.

## Symbiotische Novae
Eine Nova ist die Folge eines thermonuklearen Runaways (einer explosiven Zündung thermonuklearer Reaktionen) auf der Oberfläche eines Weißen Zwergs. Die Folge des plötzlichen Einsetzen des Wasserstoffbrennens ist ein steiler Anstieg der Helligkeit, die Bildung eines starken Sternwinds verbunden mit dem Ausstoß einer Hülle, ein Infrarotexzess aufgrund von Staubbildung in einiger Entfernung von der Nova durch die abgestoßene Materie und der Nachweis einer weichen Röntgenquelle nach Abfall der optischen Helligkeit. Die Superweiche Röntgenquelle wird sichtbar, wenn die beim Wasserstoffbrennen entstehende Röntgenstrahlung nicht mehr absorbiert wird, da die expandierende Hülle durchsichtig geworden ist.
Symbiotische Novae unterscheiden sich von den klassischen Novae zunächst nur durch den massespendenden Begleiter des Weißen Zwergs, der bei klassischen Novae ein Hauptreihenstern oder Unterriese und bei symbiotischen Novae ein Roter Riese ist. In der Folge ist die Amplitude des Ausbruchs der symbiotischen Novae scheinbar kleiner, da der Rote Riese mehr Licht zur Ruhehelligkeit beiträgt. Symbiotische Novae zerfallen in die wiederholenden symbiotische Novae und die extrem langsamen Novae. Die wiederholenden symbiotischen Novae sind schnelle Novae mit einem Helligkeitsanstieg innerhalb von Tagen und sie kehren innerhalb weniger Monate zur Ruhehelligkeit zurück. Die Massen der Weiße Zwerge liegen zwischen 1,1 und 1,3 Sonnenmassen, und daher sind die Bedingungen für eine erneute Zündung eines thermonuklearen Runaways bereits nach wenigen Jahrzehnten erneut gegeben. Ihre Akkretionsrate liegt bei ungefähr 10−7 Sonnenmassen pro Jahr.
Die sehr langsamen symbiotischen Novae zeigen einen Helligkeitsanstieg über Monate und brauchen Jahre bis Jahrzehnte (AG Peg circa 100 Jahre) um zur Ruhehelligkeit zurückzukehren, wie zum Beispiel T Coronae Borealis. Die Weißen Zwerge haben eine Masse von weniger als dem 0,6-fachen der Sonne. Bei diesen Novae wird ein Großteil des akkretierten Wasserstoffs durch den Sternwind verloren aufgrund der langsamen Reaktionsrate an der Oberfläche des Weißen Zwerges. Bei den Ausbrüchen von symbiotischen Novae ist zum Beispiel bei RS Ophiuchi und V404 Cygni energiereiche Gammastrahlung nachgewiesen worden im Gegensatz zu klassischen Novae. Auch dies wird als eine Folge der Ausbildung einer Schockfront zwischen Materie aus dem Novaausbruch und dem Sternwind des Roten Riesen interpretiert.

### Symbiotische Novae als mögliche Vorläufer einer Supernova vom Typ Ia
Wiederholende symbiotische Novae sind Kandidaten für die Vorläufer von Supernovae vom Typ Ia. Diese Supernovae sind die Standardleuchtkerzen der Kosmologie und haben zur Entdeckung der beschleunigten Expansion des Universums geführt. Obwohl es allgemein anerkannt ist, dass Supernovae vom Typ Ia durch den Kollaps eines CO-Weißen Zwerges nach Überschreiten der Chandrasekhar-Grenzmasse entstehen, ist es bisher weder gelungen einen Vorläufer einer Supernova dieses Typs nachzuweisen, noch einen Entwicklungsprozess aufzuzeigen, der nicht in Widerspruch zu anderen Beobachtungen steht. Da wiederholende symbiotische Novae Weiße Zwerge mit Massen in der Nähe der Chandrasekhar-Grenzmasse beherbergen, sind sie aussichtsreiche Kandidaten. Es ist allerdings nicht klar, ob der Weiße Zwerg bei den Ausbrüchen nicht mehr Masse verliert als durch Akkretion gewonnen wird. Es gibt einen ungewöhnlichen symbiotischen Stern mit der Bezeichnung J0757, der zwischen den Ausbrüchen keine Anzeichen einer symbiotischen Aktivität zeigt, sondern ausschließlich das Spektrum eines Roten Riesen. Ein Flare in den 1940er-Jahren mit einer zehnjährigen Dauer ohne Anzeichen eines Massenausflusses wird als ruhiges Wasserstoffbrennen auf der Oberfläche des Weißen Zwerges gedeutet. Diese Art von symbiotischen Sternen könnte sich zu einer Supernova vom Typ Ia entwickeln, da bei diesen die Masse des Weißen Zwergs anwächst. Sie sind aber zu selten um einen signifikanten Beitrag zu der beobachteten Rate von 0,003 Supernovae Ia pro Jahr in der Milchstraße zu liefern. Dagegen sind in der Lichtkurve und den Spektren der Supernova PTF 11kx vom Typ Ia Anzeichen für mehrere zirkumstellare Hüllen aus Gas und Staub gefunden worden. Die Geschwindigkeit, mit der diese Hüllen sich bewegen, ist zu schnell für einen Sternwind und viel zu langsam, um von der Supernova selbst zu stammen. Der Abstand zwischen den Hüllen in Kombination mit der Expansionsgeschwindigkeit lässt Novaausbrüche mit einem Abstand von einigen Jahrzehnten zwischen den Eruptionen als wahrscheinlichste Quelle der Gas- und Staubhüllen erscheinen. Ein so kurzer Abstand zwischen Novaausbrüchen und die Anwesenheit einer kontinuierlichen, dem Sternwind eines Roten Riesen ähnelnden Komponente in der zirkumstellaren Hülle um die Supernova weisen auf eine symbiotische Nova hin. Allerdings sind Supernovae vom Typ Ia mit den wie bei PTF 11kx beobachteten Eigenschaften sehr selten und dürften daher maximal für 10 Prozent aller Fälle dieser Supernovagruppe verantwortlich sein.

## Symbiotische Nebel
Der ionisierte Nebel um symbiotische Sterne wird als symbiotischer Nebel (engl. symbiotic nebula) bezeichnet. Er unterscheidet sich trotz einer abweichenden Entwicklungsgeschichte in vielen Eigenschaften nicht von denen Planetarischer Nebel, da die blaue Komponente symbiotischer Doppelsterne im Hertzsprung-Russell-Diagramm an der Position der Zentralsterne Planetarischer Nebel liegt. Es ist daher zu vermuten, dass viele Planetarische Nebel falsch klassifiziert sind.
Symbiotische Nebel sind fast alle asymmetrisch und zeigen zu mindestens 40 % eine Bipolarität. Als Quelle der Bipolarität wird sowohl bei symbiotischen als auch Planetarischen Nebeln eine Doppelsternnatur des Zentralsterns angenommen. Die Elektronendichte ist mit 106 bis 1010 pro Kubikzentimeter bedeutend höher und entspricht eher der solaren Korona. Die Elektronentemperatur mit 10.000 bis 80.000 K ist vergleichbar der planetarischer Nebel. Aus spektralen Analysen konnten chemische Häufigkeiten in symbiotischen Nebeln bestimmt werden und der Ursprung des Gases im Nebel auf den Roten Riesen zurückgeführt werden. Vom blauen Begleiter beim Wasserstoffbrennen prozessiertes Plasma wird durch den Sternwind und teilweise auch Jets in den Nebel abgegeben. Diese Quelle spielt aber in den Ruhephasen eine untergeordnete Rolle sowohl bei der Menge der eingebrachten Materie als auch als Ionisationsquelle. Erst während der klassischen symbiotischen Ausbrüche wird die Bewegungsenergie des Sternwinds des blauen Begleiters eine wichtige Energiequelle im symbiotischen Nebel.
Der Sternwind, der zur Bildung der symbiotischen Nebel führt, ist auch eine Quelle von weicher Röntgenstrahlung aus den symbiotischen Systemen. In dem Bereich, in dem Sternwind des Roten Riesen mit dem vom blauen Begleiter ausgehenden Wind kollidiert, heizt sich das Gas auf Temperaturen auf, die zu einer thermischen Emission von bis zu 2,4 keV führen. Die Leuchtkraft beträgt 1030–31 erg/s und erfordert eine Windgeschwindigkeit von der blauen Komponente von einigen 100 km/s, wie sie auch aus optischen Spektren abgeleitet wird.

## Beispiele
- Normale symbiotische Sterne (Z-And-Sterne): Z Andromedae, R Aquarii, CH Cygni, CI Cygni, AG Draconis, LT Delphini, SS Leporis, AX Persei, CL Scorpii, FG Serpentis
- Symbiotische wiederkehrende Novae: T Coronae Borealis, RS Ophiuchi, V3890 Sagittarii, V745 Scorpii, V407 Cygni
- Sehr langsame Novae: V1835 Aquilae, BF Cygni, V1016 Cygni, V1329 Cygni, V2110 Ophiuchi, AG Pegasi, HM Sagittae, V4368 Sagittarii, RT Serpentis, RR Telescopii, PU Vulpeculae